# Aculco (estación)
Aculco es una de las estaciones que forman parte del Metro de la Ciudad de México, perteneciente a la Línea 8. Se ubica al oriente de la Ciudad de México, en la alcaldía Iztapalapa. 

## Información general
El icono de la estación es una ola de agua en un canal, ya que Aculco es un término náhuatl cuyo significado es "Lugar donde tuerce el agua". La estación recibe ese nombre por encontrarse en la colonia Pueblo Aculco.

## Afluencia
En 2014 la estación Aculco registró un afluente de 2,967,559 usuarios, ocupa la posición 15 de las 19 estaciones con mayor usuarios al año.
| Tipo de día   | Afluencia promedio |
| ------------- | ------------------ |
| Día festivo   | 4,748              |
| Día laboral   | 9,156              |
| Fin de semana | 6,009              |
| Anual         | 8,130              |

La siguiente tabla muestra la afluencia de la estación en los últimos 10 años:
| Afluencia Anual de Pasajeros | Afluencia Anual de Pasajeros | Afluencia Anual de Pasajeros | Afluencia Anual de Pasajeros | Afluencia Anual de Pasajeros | Afluencia Anual de Pasajeros |
| ---------------------------- | ---------------------------- | ---------------------------- | ---------------------------- | ---------------------------- | ---------------------------- |
| Año                          | Afluencia                    | A Diario                     | Ranking                      | Incremento                   | Ref.                         |
| 2023                         | 3,166,138                    | 8,674                        | 130°/195                     | +4.43%                       | [ 3 ]                        |
| 2022                         | 3,031,859                    | 8,306                        | 132°/175                     | +30.86%                      | [ 4 ]                        |
| 2021                         | 2,316,884                    | 6,347                        | 128°/195                     | +22.19%                      | [ 5 ]                        |
| 2020                         | 1,896,183                    | 5,180                        | 154°/195                     | -46.20%                      | [ 6 ]                        |
| 2019                         | 3,524,731                    | 9,656                        | 156°/195                     | +0.04%                       | [ 7 ]                        |
| 2018                         | 3,523,188                    | 9,652                        | 156°/195                     | +11.75%                      | [ 8 ]                        |
| 2017                         | 3,152,734                    | 8,637                        | 158°/195                     | -2.90%                       | [ 9 ]                        |
| 2016                         | 3,247,038                    | 8,871                        | 158°/195                     | -5.51%                       | [ 10 ]                       |
| 2015                         | 3,436,202                    | 9,414                        | 142°/195                     | +0.57%                       | [ 11 ]                       |
| 2014                         | 3,416,587                    | 9,360                        | 144°/195                     | -2.01%                       | [ 12 ]                       |

## Conectividad
Por su Ubicación la estación cuenta con distintos medios de transporte para llegar a ella
- Diversas rutas de autobuses o Microbuses
- Transporte Especial Hacia la Central de Abastos(CEDABUS)
- (Metrobús Línea 5 Rio de Los Remedios - Preparatoria 1)

### Salidas
- Nororiente: Eje 3 Oriente Av. Francisco del Paso y Troncoso esquina Eje 6 Sur Av. Trabajadoras Sociales, Pueblo Aculco.
- Suroriente: Eje 3 Oriente Av. Geógrafos esquina Eje 6 Sur Av. Trabajadoras Sociales, Pueblo Aculco.
- Norponiente: Eje 3 Oriente Av. Francisco del Paso y Troncoso esquina Eje 6 Sur Av. Trabajadoras Sociales, Colonia El Sifón.
- Surponiente: Eje 3 Oriente Av. Geógrafos esquina Eje 6 Sur Av. Trabajadoras Sociales, Colonia El Sifón.

## Sitios de interés
- Central de Abasto de la Ciudad de México
- Mercado de Mariscos La Viga